# Marc Cherry
Marc Cherry (Los Angeles, 23 maart 1962) is een Amerikaanse schrijver en producer, vooral bekend als bedenker van Desperate Housewives en Devious Maids.
Daarvoor was schrijver en producer voor de bekende comedy-serie uit de jaren 80-90, The Golden Girls.
Naar aanleiding van een gesprek met zijn moeder, kreeg hij de inspiratie voor Desperate Housewives. Na het aangeboden te hebben aan HBO, FOX, CBS, NBC en Showtime, hapte ABC toe. De show heeft hem geen windeieren gelegd: de show was een onmiddellijke hit en internationaal is de show ook een succes.
Toen Desperate Housewives er na 8 seizoenen mee ophield, bedacht hij de reeks Devious Maids. Deze reeks loopt sinds juni 2013 op de Amerikaanse zender Lifetime.

## Trivia
- Omschrijft zichzelf als een conservatieve, homoseksuele Republikein

## Filmografie

### Als scenarist
- 1989 : Homeroom
- 1990 : The Golden Girls
- 1992 : The Golden Palace
- 1994 : The 5 Mrs. Buchanans
- 1995 : The Crew
- 2001 : Macho Man
- 2004 : Desperate Housewives
- 2013 : Devious Maids

### Als producent
- 1990 : The Golden Girls
- 1992 : The Golden Palace
- 1994 : The 5 Mrs. Buchanans
- 1995 : The Crew
- 2001 : Macho Man
- 2004 : Desperate Housewives
- 2013 : Devious Maids

### Als acteur

#### Televisie
- 2005 : Arrested Development